# Phytomyza xiphochaeta
Phytomyza xiphochaeta este o specie de muște din genul Phytomyza, familia Agromyzidae, descrisă de Friedrich Georg Hendel în anul 1935. Conform Catalogue of Life specia Phytomyza xiphochaeta nu are subspecii cunoscute.